# Euclydes Pettersen
Euclydes Marcos Pettersen Neto, mais conhecido como Euclydes Pettersen (Governador Valadares, 15 de agosto de 1984), é um comerciante e político brasileiro filiado ao Republicanos.
Nas eleições de 2018 foi candidato a deputado federal pelo PSC recebendo 65.316 votos (0,65% dos válidos), sendo eleito.
Em seu mandato, Euclydes votou a favor da Reforma da Previdência, das privatizações da Eletrobrás e dos Correios, do aumento do fundo eleitoral para R$5,7 bilhões, da institucionalização do orçamento secreto, da PEC dos Precatórios e da PEC do Voto Impresso. 
Euclydes votou a favor da suspensão do mandato de Wilson Santiago (PTB), suspeito de corrupção.
Ele recebeu R$700 mil via orçamento secreto para emendas.